# ヘンリー・ゴフ＝キャルソープ (初代キャルソープ男爵)
初代キャルソープ男爵ヘンリー・ゴフ＝キャルソープ（Henry Gough-Calthorpe, 1st Baron Calthorpe、1749年1月1日 – 1798年3月16日）、出生名ヘンリー・ゴフ（Henry Gough）は、グレートブリテン王国の地主、政治家、貴族。1774年から1796年まで庶民院議員を務め、首相小ピットを支持したことで男爵に叙された。バーミンガム近郊のエッジバストンの発展に寄与したことで知られる。

## 生涯
初代準男爵サー・ヘンリー・ゴフと2人目の妻バーバラ（1716年ごろ – 1782年4月13日、レノルズ・キャルソープの娘）の息子として、1749年1月1日に生まれた。1762年から1767年までイートン・カレッジで教育を受けた後、1767年10月6日にオックスフォード大学オリオル・カレッジに入学した。1768年から1769年までエディンバラ大学で教育を受けた。
1774年6月8日に父が死去すると、準男爵位を継承した。同年10月の総選挙でブランバー選挙区から出馬して、無投票で庶民院議員に当選した。ブランバーではゴフ家とラトランド公爵家が影響力を有したが、両家は総選挙直前に妥協して、それぞれ1議席を指名した。この妥協は1780年、1784年、1790年の総選挙でも維持され、ゴフは無投票での再選を繰り返した。1790年までにヒンドン選挙区でも1議席を指名できるほどの影響力を持つようになった。
『完全貴族要覧』第2版ではゴフを「1783年の連立内閣期までホイッグ党所属だったが、以降は小ピットを支持した」と評し、『オックスフォード英国人名事典』も同様の評価だったものの、『英国議会史』では「登院の頻度が不規律であり、投票傾向は無所属のそれである」と評した。1775年2月にジョン・ウィルクスをめぐる採決で野党に同調し、1777年のバーミンガムにある劇場への免許発行法案に対する反対演説でバーミンガムに「いかなる劇場ももうける必要性がない」と発言した。1783年2月のアメリカ独立戦争予備講和条約に反対、1783年11月のチャールズ・ジェームズ・フォックスのイギリス東インド会社規制法案に賛成した後、1784年1月に小ピットとフォックスの和解を目指すセント・オールバンズ・タヴァーン・グループに加入した。
1788年4月14日に母の弟にあたるサー・ヘンリー・キャルソープが死去すると、ハンプシャーのエルヴサム（Elvetham）の地所を相続し、同年5月7日に国王の認可状を受けて「キャルソープ」を姓に加えた。その後、1788年から1789年にかけての摂政法危機で小ピットに同調し、1789年3月に小ピットに手紙を出して叙爵を申請した。以降は小ピットを支持し、1791年にスコットランドにおける審査法廃止に反対した。また1796年3月に奴隷貿易廃止に反対票を投じた。
1796年の解散総選挙に際して、1796年6月16日にグレートブリテン貴族であるノーフォーク州キャルソープにおけるキャルソープ男爵に叙された。
1798年3月16日に熱病によりグローヴナー・スクエアで死去、長男ヘンリーが早世したため次男チャールズが爵位を継承した。死後、エッジバストンで埋葬された。

## 家族と私生活
1783年5月1日、フランシス・カーペンター（Frances Carpenter、1761年6月10日 – 1827年5月1日、ベンジャミン・カーペンターの娘）と結婚、7男4女をもうけた。
- ヘンリー（1784年1月24日 – 1790年11月4日[3]）
- フランシス・エリザベス（1785年3月25日 – 1868年9月2日[10]）
- チャールズ（1786年3月22日 – 1807年6月5日） - 第2代キャルソープ男爵[3]
- ジョージ（1787年6月22日 – 1851年9月） - 第3代キャルソープ男爵[3]
- シャーロット（1788年6月18日 – 1792年5月16日[10]）
- フレデリック（英語版）（1790年6月14日 – 1868年5月2日） - 第4代キャルソープ男爵[3]
- ウィリアム・アザー（William Other、1791年8月27日 – 1800年6月[10]）
- ジョン（1793年5月5日 – 1816年6月10日[10]）
- ハリエット（1794年11月8日 – 1813年2月12日[10]）
- アーサー（1796年11月14日 – 1836年3月5日[10]）
- マリア・ルーシー（1798年3月18日 – 1799年1月17日[10]）

結婚と同年にバーミンガム近郊のエッジバストン・ホールからサフォークのアンプトンに引っ越し、エッジバストン・ホールを賃貸に出した。エッジバストンの地所も1786年より賃貸に出し、借地契約で借地人に郊外住宅建設の義務を課したうえ、工業や商業での使用を禁じた。これにより、3代男爵の代になって、産業革命でバーミンガムが大きく発展したとき、その恩恵を受ける実業家、商人、専門職の人々にとって、市郊のエッジバストンが優良な住宅街になった。